# I Kju-hjok
I Kju-hjok (korejsky 이규혁, anglický přepis: Lee Kyou-hyuk; * 16. března 1978 Soul) je bývalý jihokorejský rychlobruslař.
Na juniorských světových šampionátech poprvé startoval v roce 1992, na podzim 1993 debutoval ve Světovém poháru. Zúčastnil se Zimních olympijských her 1994, kde ve svých závodech skončil ve čtvrté desítce (500 m – 36. místo, 1000 m – 32. místo). V roce 1995 se premiérově objevil na seniorském Mistrovství světa ve víceboji a o tři roky později na sprinterském šampionátu. V rámci ZOH 1998 bylo jeho nejlepším výsledkem osmé místo ze závodu na 500 m, na dvojnásobné distanci byl třináctý. Na zimní olympiádě 2002 se ve všech svých startech umístil v první desítce (500 m – 5. místo, 1000 m – 8. místo, 1500 m – 8. místo). V Turíně 2006 skončil na trati 1000 m těsně pod stupni vítězů na čtvrté příčce; kromě toho byl sedmnáctý v závodě na 500 m. Svých největších úspěchů dosáhl v následujících letech: čtyřikrát vyhrál mistrovství světa ve sprintu (2007, 2008, 2010 a 2011) a jednu zlatou medaili si přivezl i ze světového šampionátu na jednotlivých tratích 2011, kde zvítězil v závodě na 500 m . V tomto období získal na mistrovstvích světa i několik dalších cenných kovů. Na Zimních olympijských hrách 2010 byl devátý na 1000 m a patnáctý na 500 m, na ZOH 2014 skončil na přelomu druhé a třetí desítky (500 m – 18. místo, 1000 m – 21. místo). Po sezóně 2013/2014 ukončil sportovní kariéru.